# Гайфуллинское
Гайфуллинское (баш. Ғәйфулла) — деревня в Тавакачевском сельсовете Архангельского района Республики Башкортостан России.

## Население
| 2002 | 2009 | 2010 |
| ---- | ---- | ---- |
| 47   | ↘43  | ↘31  |

Согласно переписи 2002 года, преобладающая национальность — башкиры (92 %).

## Географическое положение
Расстояние до:
- районного центра (Архангельское): 12 км,
- центра сельсовета (Тавакачево): 5 км,
- ближайшей железнодорожной станции (Приуралье): 9 км.

Находится на левом берегу реки Инзер.